# The Call (canção de Backstreet Boys)
"The Call" (em inglês:  "O Telefonema") foi o segundo single do álbum Black & Blue de Backstreet Boys. O single foi trabalhado enquanto a banda estava em turnê e graças a isso teve bastante repercussão nas rádios mundiais e seu vídeo foi arduamente veiculado nas emissoras de TV, chegando a permanecer na 1º posição do Top 10 da MTV Brasil por quatro meses seguidos, só saindo do ranking após seis meses, com a divulgação de "More than That".

## Faixas
1. The Call
2. Shape of My Heart (Soul Solution Radio Mix)
3. Shape of My Heart (Soul Solution Club Mix)

### Remixes
1. The Call [Album Version]
2. The Call [Fragma Remix]
3. The Call [Tom Novy Remix]
4. The Call [Neptunes Remix] feat. Pharrell & Clipse
5. The Call [Kruger Mix]
6. The Call [Thunderpuss Radio Edit]
7. The Call [Thunderpuss Club Mix]
8. The Call [Thunderdub]

## Posições nas Paradas
| Parada                    | Maior Posição |
| ------------------------- | ------------- |
| United World Chart        | 11            |
| Media Control - Alemanha  | 9             |
| Argentina                 | 15            |
| Brasil                    | 12            |
| Canadá                    | 9             |
| Chile                     | 12            |
| Eurochart Hot 100 Singles | 10            |
| Reino Unido               | 9             |
| Billboard Hot 100         | 32            |
| Billboard Top 40          | 33            |

## Créditos
- Produção: Max Martin e Rami.
- Gravação e Mixagem: Max Martin e Rami.
- Cordas: Stockholm SessionStrings
- Guitarra: Henrik Jason.
- Assistente de gravação: John Amatiello.

## Videoclipe
No vídeo a banda interpreta um mesmo cara que liga para a namorada inventando uma desculpa esfarrapada para traí-la com outra mulher. A partir daí começam as cenas de perseguição e fuga no clipe.
O vídeo existe em 3 versões: A versão original, a versão remix com participação dos Neptunes, e uma versão ao vivo tirada da "Black & Blue tour".